# Romigny
Romigny település Franciaországban, Marne megyében. Lakosainak száma 210 fő (2022. január 1.). Romigny Villers-Agron-Aiguizy, Aougny, Jonquery, Lhéry, Olizy és Ville-en-Tardenois községekkel határos.

## Népesség
A település népessége az elmúlt években az alábbi módon változott:
| Lakosok száma | 192  | 178  | 185  | 205  | 205  | 210  | 213  | 217  | 216  | 210  |
|               | 1968 | 1982 | 1990 | 2006 | 2013 | 2015 | 2017 | 2019 | 2020 | 2022 |